# Uthangarai
Uthangarai es una ciudad y nagar Panchayat situada en el distrito de Krishnagiri en el estado de Tamil Nadu (India). Su población es de 18470 habitantes (2011). Se encuentra a 50 km de Krishnagiri y a 85 km de Salem.

## Demografía
Según el censo de 2011 la población de Uthangarai era de 18470 habitantes, de los cuales 9421 eran hombres y 9049 eran mujeres. Uthangarai tiene una tasa media de alfabetización del 85,11%, superior a la media estatal del 80,09%: la alfabetización masculina es del 90,58%, y la alfabetización femenina del 79,45%.